# Giuseppe Perenno
Giuseppe Perenno (Genova, 1º giugno 1912 – ...) è stato uno schermidore italiano, specializzato nella sciabola.
Ha vinto una medaglia d'oro, una d'argento ed una di bronzo ai Campionati mondiali di scherma.

## Palmarès
In carriera ha ottenuto i seguenti risultati:

### Mondiali
Individuale
- Bronzo nella sciabola a Piešťany 1938

A squadre
- Oro nella sciabola a Piešťany 1938
- Argento nella sciabola a Parigi 1937

### Campionati italiani
Individuale
- Oro nella sciabola nel 1937

A squadre